# Archivo Iberoamericano de Cetrería
El Archivo Iberoamericano de Cetrería (AIC) es un proyecto de investigación de la Universidad de Valladolid que tiene como objetivo reunir materiales pertinentes para la historia de la cetrería en el mundo iberoamericano. El núcleo del AIC lo constituyen los textos de cetrería escritos en cualquier iberorromance (español, portugués, catalán) y cuya redacción se hubiera realizado antes de 1900. La presentación pública del AIC se hizo en septiembre de 2005, durante el Simposio Internacional Falconry: A World Heritage que se desarrolló en Abu Dhabi (E.U.A.).

## Historia
La idea del Archivo Iberoamericano de Cetrería surgió a finales de 2004, cuando la Asociación Española de Cetrería y Conservación de Aves de Rapiña (AECCA) solicitó la asesoría de José Manuel Fradejas Rueda y su grupo de investigación para preparar un informe con vistas a la declaración de la cetrería como Patrimonio Intangible de la Humanidad.
En diciembre de 2005 obtuvo una ayuda a la investigación del Ministerio de Educación y Ciencia de España y a finales del 2006 instaló la primera entrega del AIC. Desde entonces se ha convertido en un punto de referencia mundial sobre la historia de la literatura iberorrománica de cetrería. Este primer período concluyó en septiembre de 2009. En 2010 el Ministerio de Ciencia e Investigación le ha concedido una nueva ayuda a la investigación para el período 2011-2013.
En un principio trató de asociarse con el Falconry Archive norteamericano y con el Falconry Heritage Fund británico, pero sus objetivos son diferentes, aunque complementarios, y eso desaconsejó la asociación.
Tiene un equipo científico internacional conformado por profesores de la Universite catholique de Louvain-la-Neuve, la Leuvan katholieke Universitat, ambas de Bélgica, y la Universidad de Alicante.